# Campeonato Europeo de Baloncesto Femenino Sub-20 de 2019
El Campeonato Europeo Sub-20 de Baloncesto Femenino de 2019 fue la decimoctava edición del campeonato europeo de baloncesto para selecciones nacionales femeninas sub-20. El campeonato se jugó en Klatovy, República Checa, del 3 al 11 de agosto de 2019, con 16 selecciones participantes. La Selección femenina de baloncesto de Italia ganó el torneo, obteniendo su primer título.

## Equipos participantes
Tras el descenso en la edición de 2018 de Eslovenia, Eslovaquia y Croacia, ascendieron República Checa, como ganadora de la División B del Campeonato Europeo de Baloncesto Femenino Sub-20 de 2018, Bielorrusia, como subcampeona de la misma, e Lituania, como la tercera clasificada.
- Alemania
- Bélgica
- Bielorrusia(2º)
- España
- Francia
- Hungría
- Italia
- Letonia
- Lituania(3º)
- Países Bajos
- Polonia
- Portugal
- República Checa(1º)
- Rusia
- Serbia
- Suecia

## Organización

### Sedes
| Klatovy            |                  |
| Klatovy            |                  |
| Sport Hall Capkova | Arena ZS         |
| Capacidad: 1 100   | Capacidad: 2 000 |
|                    |                  |

### Sorteo de grupos
El sorteo de la primera ronda se celebró el 13 de diciembre de 2018 en Belgrado, Serbia. Los grupos quedaron distribuidos de la siguiente forma:
| Grupo A                        | Grupo B                              | Grupo C                                  | Grupo D                              |
| ------------------------------ | ------------------------------------ | ---------------------------------------- | ------------------------------------ |
| España Letonia Portugal Serbia | Bélgica Bielorrusia Hungría Lituania | Polonia República Checa (H) Rusia Suecia | Alemania Francia Italia Países Bajos |

### Formato
Fase de grupos
En la primera ronda, los equipos se dividieron en cuatro grupos de cuatro equipos cada uno. Todos los equipos avanzan a los playoffs.
Playoffs
Los equipos se enfrentan entre sí (A1-B4, A2-B3, A3-B2 y A4-B1 y C1-D4, C2-D3, C3-D2 y C4-D1). Los ganadores de cada enfrentamiento pasan a cuartos de final, y los perdedores, al cuadro por el 9.º-16.º lugar. En cuartos de final, los ganadores avanzan a semifinales, y los perdedores, al cuadro por el 5.º-8.º puesto.

## Fase de grupos
Todos los horarios corresponden al huso horario local (hora de verano de Europa Central – UTC+2).

### Grupo A
| Pos. | Equipo   | PJ | G | P | PF  | PC  | DP  | Pts |
| ---- | -------- | -- | - | - | --- | --- | --- | --- |
| 1    | España   | 3  | 3 | 0 | 207 | 135 | +72 | 6   |
| 2    | Serbia   | 3  | 2 | 1 | 179 | 175 | +4  | 5   |
| 3    | Portugal | 3  | 1 | 2 | 141 | 184 | −43 | 4   |
| 4    | Letonia  | 3  | 0 | 3 | 143 | 176 | −33 | 3   |

 Fuente: FIBA
Jornada 1
| 3 de agosto | Portugal                                           | 34–75                              | España                                                      | Klatovy |  |
| 13:30       | Parciales: 10–15, 9–18, 9–18, 6–24                 | Parciales: 10–15, 9–18, 9–18, 6–24 | Parciales: 10–15, 9–18, 9–18, 6–24                          | |  |
|             | Estadísticas Cabral 9 Silva 7 Jordão 2 Guerreiro 8 | Reporte Pts Reb Asts Val           | Estadísticas 14 Ayuso 11 Mbulito 4 Mbulito, Solana 17 Ayuso | Pabellón: Sport Hall Capkova Asistencia: 200 espectadores Árbitros: Özlem Yalman Paulina Karolina Gajdosz Simon Unsworth |  |

| 3 de agosto | Serbia                                                            | 61–51                               | Letonia                                                           | Klatovy |  |
| 18:00       | Parciales: 16–16, 20–11, 9–15, 16–9                               | Parciales: 16–16, 20–11, 9–15, 16–9 | Parciales: 16–16, 20–11, 9–15, 16–9                               | |  |
|             | Estadísticas Đorđević 20 Turudić, Đorđević6 Katanić 9 Đorđević 20 | Reporte Pts Reb Asts Val            | Estadísticas 18 Gulbe 8 Gulbe 3 Ozola, Steinharde, Septe 22 Gulbe | Pabellón: Sport Hall Capkova Asistencia: 100 espectadores Árbitros: Alessandro Martolini Christina Manoli Dumitru Stasiev |  |

Jornada 2
| 4 de agosto | España                                               | 70–60                                | Serbia                                                 | Klatovy                                                                                                  |  |
| 13:00       | Parciales: 20–21, 14–9, 19–10, 17–20                 | Parciales: 20–21, 14–9, 19–10, 17–20 | Parciales: 20–21, 14–9, 19–10, 17–20                   | |  |
|             | Estadísticas Carrera 22 Carrera 9 Ayuso 8 Carrera 29 | Reporte Pts Reb Asts Val             | Estadísticas 13 Katanić 9 Katanić 3 Katanić 13 Katanić | Pabellón: Arena ZS Asistencia: 150 espectadores Árbitros: Özlem Yalman Stanislav Valeev Christina Manoli |  |

| 4 de agosto | Letonia                                                      | 51–TE 53                                      | Portugal                                            | Klatovy |  |
| 20:15       | Parciales: 6–22, 13–6, 19–12, 8–6 (T.E.: 5–7)                | Parciales: 6–22, 13–6, 19–12, 8–6 (T.E.: 5–7) | Parciales: 6–22, 13–6, 19–12, 8–6 (T.E.: 5–7)       | |  |
|             | Estadísticas Gulbe 15 Rozentāle 14 Steinharde 4 Rozentāle 15 | Reporte Pts Reb Asts Val                      | Estadísticas 15 Cabral 10 Jordão 3 Cabral 12 Cabral | Pabellón: Arena ZS Asistencia: 150 espectadores Árbitros: Paulina Karolina Gajdosz Alessandro Martolini Blazo Begenesic |  |

Jornada 3
| 5 de agosto | Serbia                                                  | 58–54                                | Portugal                                          | Klatovy |  |
| 15:45       | Parciales: 14–18, 11–20, 19–4, 14–12                    | Parciales: 14–18, 11–20, 19–4, 14–12 | Parciales: 14–18, 11–20, 19–4, 14–12              | |  |
|             | Estadísticas Turudić 27 Turudić 11 Katanić 4 Turudić 29 | Reporte Pts Reb Asts Val             | Estadísticas 20 Silva 11 Jordão 4 Santos 16 Silva | Pabellón: Sport Hall Capkova Asistencia: 250 espectadores Árbitros: Kerem Baki Alessandro Martolini Alakbar Hasanov |  |

| 5 de agosto | España                                              | 62–41                               | Letonia                                                                | Klatovy |  |
| 18:00       | Parciales: 19–10, 19–11, 17–9, 7–11                 | Parciales: 19–10, 19–11, 17–9, 7–11 | Parciales: 19–10, 19–11, 17–9, 7–11                                    | |  |
|             | Estadísticas Castedo 16 Solana 6 Ayuso 5 Carrera 20 | Reporte Pts Reb Asts Val            | Estadísticas 12 Čumika 8 Gulbe, Mauriņa 2 Miķelsone, Zeidaka 13 Čumika | Pabellón: Sport Hall Capkova Asistencia: 250 espectadores Árbitros: Jelena Tomic Bert van Slooten Veronika Vávrová |  |

### Grupo B
| Pos. | Equipo      | PJ | G | P | PF  | PC  | DP  | Pts |
| ---- | ----------- | -- | - | - | --- | --- | --- | --- |
| 1    | Bélgica     | 3  | 3 | 0 | 210 | 169 | +41 | 6   |
| 2    | Hungría     | 3  | 2 | 1 | 202 | 161 | +41 | 5   |
| 3    | Lituania    | 3  | 1 | 2 | 148 | 176 | −28 | 4   |
| 4    | Bielorrusia | 3  | 0 | 3 | 163 | 217 | −54 | 3   |

 Fuente: FIBA
Jornada 1
| 3 de agosto | Bielorrusia                                                | 50–82                                | Hungría                                                     | Klatovy                                                                                                  |  |
| 13:00       | Parciales: 14–17, 9–26, 15–25, 12–14                       | Parciales: 14–17, 9–26, 15–25, 12–14 | Parciales: 14–17, 9–26, 15–25, 12–14                        | |  |
|             | Estadísticas Mas'ko 17 Karpuk, Mas'ko 5 Mas'ko 4 Mas'ko 19 | Reporte Pts Reb Asts Val             | Estadísticas 15 Czukor 7 Czukor 5 Pusztai, Czukor 28 Czukor | Pabellón: Arena ZS Asistencia: 100 espectadores Árbitros: Jelena Tomic Bert van Slooten Veronika Vávrová |  |

| 3 de agosto | Bélgica                                            | 66–46                               | Lituania                                                         | Klatovy |  |
| 20:15       | Parciales: 16–5, 18–16, 11–16, 21–9                | Parciales: 16–5, 18–16, 11–16, 21–9 | Parciales: 16–5, 18–16, 11–16, 21–9                              | |  |
|             | Estadísticas Devos 25 Massey 14 Leblon 6 Massey 25 | Reporte Pts Reb Asts Val            | Estadísticas 14 Segždaite 9 Segždaite 4 Donskichytė 18 Segždaite | Pabellón: Sport Hall Capkova Asistencia: 100 espectadores Árbitros: Kerem Baki Stanislav Valeev Blazo Begenesic |  |

Jornada 2
| 4 de agosto | Lituania                                                                                | 55–48                               | Bielorrusia                                                        | Klatovy |  |
| 15:45       | Parciales: 13–10, 14–4, 8–13, 20–21                                                     | Parciales: 13–10, 14–4, 8–13, 20–21 | Parciales: 13–10, 14–4, 8–13, 20–21                                | |  |
|             | Estadísticas Serkevičiūtė 16 Sakevičiūtė 10 tres jugadoras 3 Sakevičiūtė, Matiukaitė 16 | Reporte Pts Reb Asts Val            | Estadísticas 12 Mikhnevich 8 Mas'ko 3 tres jugadoras 17 Mikhnevich | Pabellón: Sport Hall Capkova Asistencia: 100 espectadores Árbitros: Ciprian Stoica Serkan Emlek Bert van Slooten |  |

| 4 de agosto | Hungría                                                | 58–64                                | Bélgica                                             | Klatovy |  |
| 20:15       | Parciales: 13–12, 10–20, 14–7, 21–25                   | Parciales: 13–12, 10–20, 14–7, 21–25 | Parciales: 13–12, 10–20, 14–7, 21–25                | |  |
|             | Estadísticas Czukor 22 Czukor, Tóth 5 Tóth 4 Czukor 22 | Reporte Pts Reb Asts Val             | Estadísticas 20 Massey 23 Massey 7 Leblon 35 Massey | Pabellón: Sport Hall Capkova Asistencia: 100 espectadores Árbitros: Kerem Baki Alakbar Hasanov Ivana Ivanovic |  |

Jornada 3
| 5 de agosto | Bélgica                                           | 80–65                                 | Bielorrusia                                                         | Klatovy |  |
| 15:15       | Parciales: 28–10, 10–18, 15–19, 27–18             | Parciales: 28–10, 10–18, 15–19, 27–18 | Parciales: 28–10, 10–18, 15–19, 27–18                               | |  |
|             | Estadísticas Devos 24 Devos 11 Peeters 5 Devos 30 | Reporte Pts Reb Asts Val              | Estadísticas 21 Mas'ko 7 Bachkarova 3 Yalchyk, Mas'ko 23 Bachkarova | Pabellón: Arena ZS Asistencia: 100 espectadores Árbitros: Serkan Emlekbr> Christina Manoli Blazo Begenesic |  |

| 5 de agosto | Hungría                                              | 62–47                                | Lituania                                                                      | Klatovy |  |
| 20:15       | Parciales: 10–16, 15–6, 17–12, 20–13                 | Parciales: 10–16, 15–6, 17–12, 20–13 | Parciales: 10–16, 15–6, 17–12, 20–13                                          | |  |
|             | Estadísticas Pusztai 26 Czukor 7 Tenyér 3 Pusztai 26 | Reporte Pts Reb Asts Val             | Estadísticas 9 Serkevičiūtė, Zabotkaitė 7 Miknaitė 4 Saevičiūtė 10 Zabotkaitė | Pabellón: Arena ZS Asistencia: 150 espectadores Árbitros: Özlem Yalman Paulina Karolina Gajdosz Stanislav Valeev |  |

### Grupo C
| Pos. | Equipo          | PJ | G | P | PF  | PC  | DP  | Pts |
| ---- | --------------- | -- | - | - | --- | --- | --- | --- |
| 1    | Rusia           | 3  | 3 | 0 | 182 | 139 | +43 | 6   |
| 2    | República Checa | 3  | 2 | 1 | 188 | 146 | +42 | 5   |
| 3    | Polonia         | 3  | 1 | 2 | 142 | 159 | −17 | 4   |
| 4    | Suecia          | 3  | 0 | 3 | 130 | 198 | −68 | 3   |

 Fuente: FIBA
Jornada 1
| 3 de agosto | Polonia                                                                         | 58–30                              | Suecia                                                                          | Klatovy |  |
| 15:45       | Parciales: 14–17, 16–2, 18–5, 10–6                                              | Parciales: 14–17, 16–2, 18–5, 10–6 | Parciales: 14–17, 16–2, 18–5, 10–6                                              | |  |
|             | Estadísticas Matkowska 11 Banaszak, Trzeciak 9 Wojtala 5 Matkowska, Trzeciak 14 | Reporte Pts Reb Asts Val           | Estadísticas 11 Visscher 6 Visscher, Haegerstrand 2 Persson, Glantz 11 Visscher | Pabellón: Sport Hall Capkova Asistencia: 150 espectadores Árbitros: Esperanza Mendoza Ciprian Stoica Péter Praksch |  |

| 3 de agosto | República Checa                                                              | 43–58                               | Rusia                                                    | Klatovy                                                                                          |  |
| 18:00       | Parciales: 8–16, 13–7, 12–21, 10–14                                          | Parciales: 8–16, 13–7, 12–21, 10–14 | Parciales: 8–16, 13–7, 12–21, 10–14                      |                                                                                                  |  |
|             | Estadísticas Brabencova 14 Voráčková 10 Voráčková, Sklenářová 3 Voráčková 10 | Reporte Pts Reb Asts Val            | Estadísticas 14 Zotkina 10 Kozhukhar 2 Ogun 13 Kozhukhar | Pabellón: Arena ZS Asistencia: 700 espectadores Árbitros: Jasmina Juras Serkan Emlek Tom Dehondt |  |

Jornada 2
| 4 de agosto | Rusia                                                          | 65–43                               | Polonia                                                     | Klatovy |  |
| 13:30       | Parciales: 18–17, 19–11, 13–8, 15–7                            | Parciales: 18–17, 19–11, 13–8, 15–7 | Parciales: 18–17, 19–11, 13–8, 15–7                         | |  |
|             | Estadísticas Ogun, Zaitceva 14 Ogun 11 Repnikova 6 Zaitceva 19 | Reporte Pts Reb Asts Val            | Estadísticas 9 Grabska 10 Winkowska 3 Trzeciak 12 Winkowska | Pabellón: Sport Hall Capkova Asistencia: 150 espectadores Árbitros: Jelena Tomic Simon Unsworth Péter Praksch |  |

| 4 de agosto | Suecia                                                        | 47–81                                | República Checa                                                  | Klatovy |  |
| 18:00       | Parciales: 8–22, 11–22, 12–22, 16–15                          | Parciales: 8–22, 11–22, 12–22, 16–15 | Parciales: 8–22, 11–22, 12–22, 16–15                             | |  |
|             | Estadísticas Hjern, Visscher 9 Holmberg 7 Elias 5 Visscher 11 | Reporte Pts Reb Asts Val             | Estadísticas 19 Vitulová 7 Vitulová 8 Pospíšilová 22 Pospíšilová | Pabellón: Arena ZS Asistencia: 1000 espectadores Árbitros: Kristaps Konstantinovs Dumitru Stasiev Lizaveta Famina |  |

Jornada 3
| 5 de agosto | Suecia                                                              | 53–59                                | Rusia                                                             | Klatovy                                                                                               |  |
| 13:00       | Parciales: 19–10, 16–12, 11–20, 7–17                                | Parciales: 19–10, 16–12, 11–20, 7–17 | Parciales: 19–10, 16–12, 11–20, 7–17                              | |  |
|             | Estadísticas Haegerstrand 14 Haegerstrand 5 Hahne 3 Haegerstrand 12 | Reporte Pts Reb Asts Val             | Estadísticas 14 Repnikova 7 Zotkina 3 Ogun, Matveeva 20 Kozhukhar | Pabellón: Arena ZS Asistencia: 100 espectadores Árbitros: Gatis Saliņš Ciprian Stoica Dumitru Stasiev |  |

| 5 de agosto | República Checa                                              | 64–41                               | Polonia                                                                    | Klatovy                                                                                             |  |
| 18:00       | Parciales: 10–12, 19–7, 10–8, 25–14                          | Parciales: 10–12, 19–7, 10–8, 25–14 | Parciales: 10–12, 19–7, 10–8, 25–14                                        | |  |
|             | Estadísticas Vitulová 13 Voráčková 9 Voráčková 7 Sotolova 19 | Reporte Pts Reb Asts Val            | Estadísticas 14 Leszczyńska 7 Banaszak 1 Matkowska, Banaszak 9 Leszczyńska | Pabellón: Arena ZS Asistencia: 1000 espectadores Árbitros: Jasmina Juras Tom Dehondt Simon Unsworth |  |

### Grupo D
| Pos. | Equipo       | PJ | G | P | PF  | PC  | DP  | Pts |
| ---- | ------------ | -- | - | - | --- | --- | --- | --- |
| 1    | Francia      | 3  | 3 | 0 | 215 | 119 | +96 | 6   |
| 2    | Países Bajos | 3  | 2 | 1 | 180 | 217 | −37 | 5   |
| 3    | Italia       | 3  | 1 | 2 | 180 | 160 | +20 | 4   |
| 4    | Alemania     | 3  | 0 | 3 | 142 | 221 | −79 | 3   |

 Fuente: FIBA
Jornada 1
| 3 de agosto | Países Bajos                                              | 75–72                                 | Italia                                                         | Klatovy                                                                                                 |  |
| 15:15       | Parciales: 22–10, 21–27, 12–14, 20–21                     | Parciales: 22–10, 21–27, 12–14, 20–21 | Parciales: 22–10, 21–27, 12–14, 20–21                          | |  |
|             | Estadísticas Fleuren 21 Schipholt 7 Driessen 5 Fleuren 19 | Reporte Pts Reb Asts Val              | Estadísticas 20 Fassina 11 Fassina 4 tres jugadoras 29 Fassina | Pabellón: Arena ZS Asistencia: 150 espectadores Árbitros: Gatis Saliņš Alakbar Hasanov Jelena Smiljanic |  |

| 3 de agosto | Francia                                                       | 77–50                                | Alemania                                                      | Klatovy |  |
| 20:15       | Parciales: 21–12, 12–8, 24–14, 20–16                          | Parciales: 21–12, 12–8, 24–14, 20–16 | Parciales: 21–12, 12–8, 24–14, 20–16                          | |  |
|             | Estadísticas Pouye 22 Tahane 9 Jakovljevic, Pouye 4 Tahane 24 | Reporte Pts Reb Asts Val             | Estadísticas 20 Geiselsöder 6 Furman 2 Perner, Daub 12 Furman | Pabellón: Arena ZS Asistencia: 250 espectadores Árbitros: Kristaps Konstantinovs Ivana Ivanovic Lizaveta Famina |  |

Jornada 2
| 4 de agosto | Alemania                                                                          | 59–70                                | Países Bajos                                                | Klatovy                                                                                                  |  |
| 15:15       | Parciales: 13–20, 22–21, 8–19, 16–10                                              | Parciales: 13–20, 22–21, 8–19, 16–10 | Parciales: 13–20, 22–21, 8–19, 16–10                        | |  |
|             | Estadísticas Schinkel 13 Brennecke, Furman 6 Eichmeyer 4 Schinkel, Geiselsöder 11 | Reporte Pts Reb Asts Val             | Estadísticas 27 Driessen 9 Schipholt 6 Driessen 37 Driessen | Pabellón: Arena ZS Asistencia: 200 espectadores Árbitros: Esperanza Mendoza Jelena Smiljanic Tom Dehondt |  |

| 4 de agosto | Italia                                                      | 34–52                             | Francia                                                                 | Klatovy |  |
| 18:00       | Parciales: 15–16, 8–12, 8–15, 3–9                           | Parciales: 15–16, 8–12, 8–15, 3–9 | Parciales: 15–16, 8–12, 8–15, 3–9                                       | |  |
|             | Estadísticas Madera 13 Madera 7 Verona, Fassina 3 Madera 14 | Reporte Pts Reb Asts Val          | Estadísticas 10 Bremaud, Pouye 12 Tahane 5 Gnago, Jakovljevic 19 Tahane | Pabellón: Sport Hall Capkova Asistencia: 200 espectadores Árbitros: Jasmina Juras Gatis Saliņš Veronika Vávrová |  |

Jornada 3
| 5 de agosto | Italia                                               | 74–33                               | Alemania                                                                           | Klatovy |  |
| 13:30       | Parciales: 23–3, 18–6, 16–13, 17–11                  | Parciales: 23–3, 18–6, 16–13, 17–11 | Parciales: 23–3, 18–6, 16–13, 17–11                                                | |  |
|             | Estadísticas Verona 19 Madera 12 Ianezic 4 Madera 30 | Reporte Pts Reb Asts Val            | Estadísticas 10 Geiselsöder 8 Geiselsöder, Furman 3 Eckerle 10 Geiselsöder, Furman | Pabellón: Sport Hall Capkova Asistencia: 250 espectadores Árbitros: Esperanza Mendoza Jelena Smiljanic Lizaveta Famina |  |

| 5 de agosto | Francia                                                           | 86–35                              | Países Bajos                                     | Klatovy |  |
| 20:15       | Parciales: 17–8, 26–9, 23–12, 20–6                                | Parciales: 17–8, 26–9, 23–12, 20–6 | Parciales: 17–8, 26–9, 23–12, 20–6               | |  |
|             | Estadísticas Pouye 22 Manala 12 tres jugadoras 4 Manala, Pouye 19 | Reporte Pts Reb Asts Val           | Estadísticas 14 Kuijt 4 Droste 3 Fleuren 7 Kuijt | Pabellón: Sport Hall Capkova Asistencia: 300 espectadores Árbitros: Kristaps Konstantinovs Péter Praksch Ivana Ivanovic |  |

## Cuadro final
Todos los horarios corresponden al huso horario local (hora de verano de Europa Central – UTC+2).
|  | Octavos de final | Octavos de final | Octavos de final |         |         | Cuartos de final | Cuartos de final | Cuartos de final |  |        | Semifinales  | Semifinales  | Semifinales  |         |              | Final        | Final        | Final        |  |
|  | 7 de agosto      | 7 de agosto      | 7 de agosto      |         |         | 8 de agosto      | 8 de agosto      | 8 de agosto      |  |        | 10 de agosto | 10 de agosto | 10 de agosto |         |              | 11 de agosto | 11 de agosto | 11 de agosto |  |
|  |                  |                  |                  |         |         |                  |                  |                  |  |        |              |              |              |         |              |              |              |              |  |
|  |                  |                  |                  |         |         |                  |                  |                  |  |        |              |              |              |         |              |              |              |              |  |
|  | A1               | España           | 85               |         |         |                  |                  |                  |  |        |              |              |              |         |              |              |              |              |  |
|  | A1               | España           | 85               |         |         |                  |                  |                  |  |        |              |              |              |         |              |              |              |              |  |
|  | B4               | Bielorrusia      | 55               |         |         |                  |                  |                  |  |        |              |              |              |         |              |              |              |              |  |
|  | B4               | Bielorrusia      | 55               |         | España  | España           | 62               |                  |  |        |              |              |              |         |              |              |              |              |  |
|  |                  |                  |                  |         | España  | España           | 62               |                  |  |        |              |              |              |         |              |              |              |              |  |
|  |                  |                  | Italia           | Italia  | 71      |                  |                  |                  |  |        |              |              |              |         |              |              |              |              |  |
|  | C2               | República Checa  | Italia           | Italia  | 71      | 59               |                  |                  |  |        |              |              |              |         |              |              |              |              |  |
|  | C2               | República Checa  |                  |         |         |                  |                  |                  |  |        |              |              |              |         |              |              |              |              |  |
|  | D3               | Italia           | 64               |         |         |                  |                  |                  |  |        |              |              |              |         |              |              |              |              |  |
|  | D3               | Italia           | 64               |         |         |                  |                  |                  |  | Italia | Italia       | 56           |              |         |              |              |              |              |  |
|  |                  |                  |                  |         |         |                  |                  |                  |  | Italia | Italia       | 56           |              |         |              |              |              |              |  |
|  |                  |                  | Francia          | Francia | 43      |                  |                  |                  |  |        |              |              |              |         |              |              |              |              |  |
|  | B2               | Hungría          | Francia          | Francia | 43      | 65               |                  |                  |  |        |              |              |              |         |              |              |              |              |  |
|  | B2               | Hungría          |                  |         |         |                  |                  |                  |  |        |              |              |              |         |              |              |              |              |  |
|  | A3               | Portugal         | 53               |         |         |                  |                  |                  |  |        |              |              |              |         |              |              |              |              |  |
|  | A3               | Portugal         | 53               |         | Hungría | Hungría          | 33               |                  |  |        |              |              |              |         |              |              |              |              |  |
|  |                  |                  |                  |         | Hungría | Hungría          | 33               |                  |  |        |              |              |              |         |              |              |              |              |  |
|  |                  |                  | Francia          | Francia | 76      |                  |                  |                  |  |        |              |              |              |         |              |              |              |              |  |
|  | D1               | Francia          | Francia          | Francia | 76      | 53               |                  |                  |  |        |              |              |              |         |              |              |              |              |  |
|  | D1               | Francia          |                  |         |         |                  |                  |                  |  |        |              |              |              |         |              |              |              |              |  |
|  | C4               | Suecia           | 31               |         |         |                  |                  |                  |  |        |              |              |              |         |              |              |              |              |  |
|  | C4               | Suecia           | 31               |         |         |                  |                  |                  |  |        |              |              |              |         | Italia       | Italia       | 70           |              |  |
|  |                  |                  |                  |         |         |                  |                  |                  |  |        |              |              |              |         | Italia       | Italia       | 70           |              |  |
|  |                  |                  | Rusia            | Rusia   | 67      |                  |                  |                  |  |        |              |              |              |         |              |              |              |              |  |
|  | A2               | Serbia           | Rusia            | Rusia   | 67      | 66               |                  |                  |  |        |              |              |              |         |              |              |              |              |  |
|  | A2               | Serbia           |                  |         |         |                  |                  |                  |  |        |              |              |              |         |              |              |              |              |  |
|  | B3               | Lituania         | 62               |         |         |                  |                  |                  |  |        |              |              |              |         |              |              |              |              |  |
|  | B3               | Lituania         | 62               |         | Serbia  | Serbia           | 51               |                  |  |        |              |              |              |         |              |              |              |              |  |
|  |                  |                  |                  |         | Serbia  | Serbia           | 51               |                  |  |        |              |              |              |         |              |              |              |              |  |
|  |                  |                  | Rusia            | Rusia   | 64      |                  |                  |                  |  |        |              |              |              |         |              |              |              |              |  |
|  | C1               | Rusia            | Rusia            | Rusia   | 64      | 53               |                  |                  |  |        |              |              |              |         |              |              |              |              |  |
|  | C1               | Rusia            |                  |         |         |                  |                  |                  |  |        |              |              |              |         |              |              |              |              |  |
|  | D4               | Alemania         | 47               |         |         |                  |                  |                  |  |        |              |              |              |         |              |              |              |              |  |
|  | D4               | Alemania         | 47               |         |         |                  |                  |                  |  | Rusia  | Rusia        | 51           |              |         |              |              |              |              |  |
|  |                  |                  |                  |         |         |                  |                  |                  |  | Rusia  | Rusia        | 51           |              |         |              |              |              |              |  |
|  |                  |                  | Bélgica          | Bélgica | 50      |                  |                  |                  |  |        |              |              |              |         |              |              |              |              |  |
|  | B1               | Bélgica          | Bélgica          | Bélgica | 50      | 48               |                  |                  |  |        |              |              |              |         |              |              |              |              |  |
|  | B1               | Bélgica          |                  |         |         |                  |                  |                  |  |        |              |              |              |         |              |              |              |              |  |
|  | A4               | Letonia          | 42               |         |         |                  |                  |                  |  |        |              |              |              |         |              |              |              |              |  |
|  | A4               | Letonia          | 42               |         | Bélgica | Bélgica          | 72               |                  |  |        |              |              |              |         | Tercer lugar | Tercer lugar | Tercer lugar |              |  |
|  |                  |                  |                  |         | Bélgica | Bélgica          | 72               |                  |  |        |              |              |              |         | Tercer lugar | Tercer lugar | Tercer lugar |              |  |
|  |                  |                  | Polonia          | Polonia | 54      |                  |                  |                  |  |        |              |              |              |         |              |              |              |              |  |
|  | D2               | Países Bajos     | Polonia          | Polonia | 54      | 48               |                  |                  |  |        |              |              |              | Francia | Francia      | 50           |              |              |  |
|  | D2               | Países Bajos     |                  |         |         |                  |                  |                  |  |        |              |              |              | Francia | Francia      | 50           |              |              |  |
|  | C3               | Polonia          | 59               |         |         |                  |                  |                  |  |        |              |              |              |         |              | Bélgica      | Bélgica      | 34           |  |
|  | C3               | Polonia          | 59               |         |         |                  |                  |                  |  |        |              |              |              |         |              | Bélgica      | Bélgica      | 34           |  |
|  |                  |                  |                  |         |         |                  |                  |                  |  |        |              |              |              |         |              |              |              |              |  |

### Octavos de final
| 7 de agosto | Países Bajos                                                | 48–59                              | Polonia                                                     | Klatovy |  |
| 13:00       | Parciales: 18–9, 4–14, 17–14, 9–22                          | Parciales: 18–9, 4–14, 17–14, 9–22 | Parciales: 18–9, 4–14, 17–14, 9–22                          | |  |
|             | Estadísticas Kuijt 20 Schipholt 15 Schipholt 4 Schipholt 22 | Reporte Pts Reb Asts Val           | Estadísticas 18 Grabska 13 Leszczyńska 3 Wojtala 17 Grabska | Pabellón: Arena ZS Asistencia: 100 espectadores Árbitros: Kerem Baki Alessandro Martolini Christina Manoli |  |

| 7 de agosto | Rusia                                                                          | 53–47                                | Alemania                                                         | Klatovy |  |
| 13:30       | Parciales: 18–8, 14–12, 10–15, 11–12                                           | Parciales: 18–8, 14–12, 10–15, 11–12 | Parciales: 18–8, 14–12, 10–15, 11–12                             | |  |
|             | Estadísticas Kozhukhar 12 Zotkina 15 Stolyar, Matveeva 4 Zotkina, Kozhukhar 13 | Reporte Pts Reb Asts Val             | Estadísticas 17 Schiffer 13 Geiselsöder 5 Eckerle 18 Geiselsöder | Pabellón: Sport Hall Capkova Asistencia: 150 espectadores Árbitros: Kristaps Konstantinovs Bert van Slooten Blazo Begenisic |  |

| 7 de agosto | Bélgica                                                | 48–42                              | Letonia                                                    | Klatovy                                                                                                  |  |
| 15:15       | Parciales: 17–5, 15–13, 8–12, 8–12                     | Parciales: 17–5, 15–13, 8–12, 8–12 | Parciales: 17–5, 15–13, 8–12, 8–12                         | |  |
|             | Estadísticas Massey 16 Massey 13 Hambursin 5 Massey 24 | Reporte Pts Reb Asts Val           | Estadísticas 10 Gulbe 11 Rozentāle 2 Korenika 11 Rozentāle | Pabellón: Arena ZS Asistencia: 150 espectadores Árbitros: Jelena Tomic Veronika Vávrová Stanislav Valeev |  |

| 7 de agosto | Serbia                                                     | 66–62                                 | Lituania                                                                       | Klatovy |  |
| 15:45       | Parciales: 18–13, 11–18, 16–12, 21–19                      | Parciales: 18–13, 11–18, 16–12, 21–19 | Parciales: 18–13, 11–18, 16–12, 21–19                                          | |  |
|             | Estadísticas Đorđević 22 Đorđević 11 Katanić 6 Đorđević 23 | Reporte Pts Reb Asts Val              | Estadísticas 18 Segždaite 10 Segždaite 5 Sakevičiūtė, Donskichytė 26 Segždaite | Pabellón: Sport Hall Capkova Asistencia: 200 espectadores Árbitros: Esperanza Mendoza Serkan Emlek Péter Praksch |  |

| 7 de agosto | Hungría                                         | 65–53                                 | Portugal                                         | Klatovy |  |
| 18:00       | Parciales: 24–14, 13–14, 14–10, 14–15           | Parciales: 24–14, 13–14, 14–10, 14–15 | Parciales: 24–14, 13–14, 14–10, 14–15            | |  |
|             | Estadísticas Czukor 23 Revesz 7 Dul 8 Czukor 28 | Reporte Pts Reb Asts Val              | Estadísticas 12 Silva 8 Silva 4 Cabral 14 Cabral | Pabellón: Arena ZS Asistencia: 250 espectadores Árbitros: Jasmina Juras Paulina Karolina Gajdosz Simon Unsworth |  |

| 7 de agosto | República Checa                                         | 59–64                                | Italia                                              | Klatovy |  |
| 18:00       | Parciales: 12–20, 28–16, 10–13, 9–15                    | Parciales: 12–20, 28–16, 10–13, 9–15 | Parciales: 12–20, 28–16, 10–13, 9–15                | |  |
|             | Estadísticas Žílová 13 Voráčková 6 Sotolova 5 Zilova 14 | Reporte Pts Reb Asts Val             | Estadísticas 18 Verona 11 Trucco 3 Verona 18 Verona | Pabellón: Sport Hall Capkova Asistencia: 1150 espectadores Árbitros: Özlem Yalman Ivana Ivanovic Gatis Saliņš |  |

| 7 de agosto | España                                                                         | 86–55                                | Bielorrusia                                            | Klatovy                                                                                              |  |
| 20:15       | Parciales: 26–12, 23–20, 21–9, 16–14                                           | Parciales: 26–12, 23–20, 21–9, 16–14 | Parciales: 26–12, 23–20, 21–9, 16–14                   | |  |
|             | Estadísticas Wone, Rodríguez 14 Carrera 9 Prieto, Méndez, Mbulito 5 Mbulito 21 | Reporte Pts Reb Asts Val             | Estadísticas 13 Mas'ko 7 Mas'ko 4 Yalchyk 14 Durmanava | Pabellón: Arena ZS Asistencia: 250 espectadores Árbitros: Tom Dehondt Ciprian Stoica Alakbar Hasanov |  |

| 7 de agosto | Francia                                                 | 53–31                             | Suecia                                                                     | Klatovy |  |
| 20:15       | Parciales: 11–8, 12–8, 12–7, 18–8                       | Parciales: 11–8, 12–8, 12–7, 18–8 | Parciales: 11–8, 12–8, 12–7, 18–8                                          | |  |
|             | Estadísticas Gnago 16 Gnago 8 tres jugadoras 3 Gnago 19 | Reporte Pts Reb Asts Val          | Estadísticas 10 Haegerstrand 6 Visscher, Haegerstrand 3 Uhstrom 8 Visscher | Pabellón: Sport Hall Capkova Asistencia: 250 espectadores Árbitros: Kristaps Konstantinovs Lizaveta Famina Dumitru Stasiev |  |

### Cuadro por el 9.º-16.º lugar
|  | Partido 13.er lugar | Partido 13.er lugar |             |             | Semifinales 13.er-16.º | Semifinales 13.er-16.º |                 |              | Cuartos de final 9.º-16.º | Cuartos de final 9.º-16.º |          |                 | Semifinales 9.º-12.º | Semifinales 9.º-12.º |  |  | Partido 9.º. lugar | Partido 9.º. lugar |
|  |                     |                     |             |             |                        |                        |                 |              |                           |                           |          |                 |                      |                      |  |  |                    |                    |
|  |                     |                     |             |             |                        |                        |                 |              | 8 de agosto               |                           |          |                 |                      |                      |  |  |                    |                    |
|  |                     |                     |             |             |                        |                        |                 |              |                           |                           |          |                 |                      |                      |  |  |                    |                    |
|  | 11 de agosto        | 11 de agosto        |             |             | 10 de agosto           | 10 de agosto           |                 |              | Bielorrusia               | 48                        |          |                 | 10 de agosto         | 10 de agosto         |  |  | 11 de agosto       | 11 de agosto       |
|  | 11 de agosto        | 11 de agosto        |             |             | 10 de agosto           | 10 de agosto           |                 |              | Bielorrusia               | 48                        |          |                 | 10 de agosto         | 10 de agosto         |  |  | 11 de agosto       | 11 de agosto       |
|  | 11 de agosto        | 11 de agosto        |             |             | 10 de agosto           | 10 de agosto           | República Checa | 78           |                           |                           |          |                 | 10 de agosto         | 10 de agosto         |  |  | 11 de agosto       | 11 de agosto       |
|  | 11 de agosto        | 11 de agosto        |             | Bielorrusia | 42                     |                        | República Checa | 78           |                           |                           |          | República Checa | 74                   |                      |  |  | 11 de agosto       | 11 de agosto       |
|  | 11 de agosto        | 11 de agosto        | 8 de agosto | Bielorrusia | 42                     |                        |                 |              |                           |                           |          | República Checa | 74                   |                      |  |  | 11 de agosto       | 11 de agosto       |
|  | 11 de agosto        | 11 de agosto        |             |             | Portugal               | 82                     |                 |              | Suecia                    | 55                        |          |                 |                      |                      |  |  | 11 de agosto       | 11 de agosto       |
|  | 11 de agosto        | 11 de agosto        | Portugal    | 55          | Portugal               | 82                     |                 |              | Suecia                    | 55                        |          |                 |                      |                      |  |  | 11 de agosto       | 11 de agosto       |
|  | 11 de agosto        | 11 de agosto        | Portugal    | 55          |                        |                        |                 |              |                           |                           |          |                 |                      |                      |  |  | 11 de agosto       | 11 de agosto       |
|  | 11 de agosto        | 11 de agosto        |             |             | Suecia                 | 60                     |                 |              |                           |                           |          |                 |                      |                      |  |  | 11 de agosto       | 11 de agosto       |
|  | Portugal            | 56                  |             |             | Suecia                 | 60                     | República Checa | 51           |                           |                           |          |                 |                      |                      |  |  |                    |                    |
|  | Portugal            | 56                  | 8 de agosto |             |                        |                        | República Checa | 51           |                           |                           |          |                 |                      |                      |  |  |                    |                    |
|  | Países Bajos        | 60                  |             |             | Letonia                | 50                     |                 |              |                           |                           |          |                 |                      |                      |  |  |                    |                    |
|  | Países Bajos        | 60                  | Lituania    | 64          | Letonia                | 50                     |                 |              |                           |                           |          |                 |                      |                      |  |  |                    |                    |
|  |                     |                     | Lituania    | 64          | 10 de agosto           | 10 de agosto           | 10 de agosto    | 10 de agosto |                           |                           |          |                 |                      |                      |  |  |                    |                    |
|  |                     |                     | Alemania    | 44          | 10 de agosto           | 10 de agosto           | 10 de agosto    | 10 de agosto |                           |                           |          |                 |                      |                      |  |  |                    |                    |
|  | Partido 15.º lugar  | Partido 15.º lugar  | Alemania    | 44          | Alemania               | 56                     |                 |              |                           |                           | Lituania | 54              | Partido 11.º lugar   | Partido 11.º lugar   |  |  |                    |                    |
|  | Partido 15.º lugar  | Partido 15.º lugar  | 8 de agosto |             | Alemania               | 56                     |                 |              |                           |                           | Lituania | 54              | Partido 11.º lugar   | Partido 11.º lugar   |  |  |                    |                    |
|  | 11 de agosto        | 11 de agosto        |             |             | Países Bajos           | 67                     |                 |              | Letonia                   | 67                        |          |                 | 11 de agosto         | 11 de agosto         |  |  |                    |                    |
|  | Bielorrusia         | 65                  | Letonia     | 57          | Países Bajos           | 67                     | Suecia          | 54           | Letonia                   | 67                        |          |                 |                      |                      |  |  |                    |                    |
|  | Bielorrusia         | 65                  | Letonia     | 57          |                        |                        | Suecia          | 54           |                           |                           |          |                 |                      |                      |  |  |                    |                    |
|  | Alemania            | 45                  |             |             | Países Bajos           | 52                     |                 |              | Lituania                  | 87                        |          |                 |                      |                      |  |  |                    |                    |

#### Cuartos de final del 9º–16º lugar
| 8 de agosto | Lituania                                                           | 64–44                                | Alemania                                                 | Klatovy |  |
| 13:00       | Parciales: 22–11, 16–6, 14–10, 12–17                               | Parciales: 22–11, 16–6, 14–10, 12–17 | Parciales: 22–11, 16–6, 14–10, 12–17                     | |  |
|             | Estadísticas Segždaite 20 Sakevičiūtė 10 Zabotkaitė 4 Segždaite 23 | Reporte Pts Reb Asts Val             | Estadísticas 9 Perner 9 Furman 3 Geiselsöder 9 Eichmeyer | Pabellón: Sport Hall Capkova Asistencia: 100 espectadores Árbitros: Kerem Baki Alakbar Hasanov Lizaveta Famina |  |

| 8 de agosto | Letonia                                         | 57–52                               | Países Bajos                                             | Klatovy |  |
| 15:45       | Parciales: 14–16, 7–8, 17–13, 19–15             | Parciales: 14–16, 7–8, 17–13, 19–15 | Parciales: 14–16, 7–8, 17–13, 19–15                      | |  |
|             | Estadísticas Ozola 18 Gulbe 13 Šepte 5 Ozola 17 | Reporte Pts Reb Asts Val            | Estadísticas 11 Kuijt 11 Schipholt 5 Driessen 12 Hordijk | Pabellón: Sport Hall Capkova Asistencia: 250 espectadores Árbitros: Jasmina Juras Blazo Begenisic Stanislav Valeev |  |

| 8 de agosto | Bielorrusia                                                | 48–78                                 | República Checa                                                | Klatovy |  |
| 18:00       | Parciales: 12–22, 11–23, 13–18, 12–15                      | Parciales: 12–22, 11–23, 13–18, 12–15 | Parciales: 12–22, 11–23, 13–18, 12–15                          | |  |
|             | Estadísticas Mas'ko 17 tres jugadoras 5 Mas'ko 3 Mas'ko 14 | Reporte Pts Reb Asts Val              | Estadísticas 14 Voráčková 8 Tomancova 6 Voráčková 18 Voráčková | Pabellón: Sport Hall Capkova Asistencia: 350 espectadores Árbitros: Serkan Emlek Ciprian Stoica Dumitru Stasiev |  |

| 8 de agosto | Portugal                                                           | 55–60                               | Suecia                                                     | Klatovy |  |
| 20:15       | Parciales: 15–18, 11–7, 8–14, 21–21                                | Parciales: 15–18, 11–7, 8–14, 21–21 | Parciales: 15–18, 11–7, 8–14, 21–21                        | |  |
|             | Estadísticas Serranho 14 Jordão 15 Guerreiro, Serranho 3 Jordão 17 | Reporte Pts Reb Asts Val            | Estadísticas 13 Visscher 10 Hjern 4 Hjern, Glantz 20 Hjern | Pabellón: Sport Hall Capkova Asistencia: 200 espectadores Árbitros: Alessandro Martolini Tom Dehondt Bert van Slooten |  |

#### Semifinales del 13º–16º lugar
| 10 de agosto | Bielorrusia                                                                   | 42–82                               | Portugal                                                           | Klatovy |  |
| 13:30        | Parciales: 11–25, 9–18, 16–18, 6–21                                           | Parciales: 11–25, 9–18, 16–18, 6–21 | Parciales: 11–25, 9–18, 16–18, 6–21                                | |  |
|              | Estadísticas Siamiletnikava 12 Bachkarova 8 Petushkova 3 Karpuk, Bachkarova 8 | Reporte Pts Reb Asts Val            | Estadísticas 17 Guerreiro, Silva 10 Jordão 12 Martins 20 Guerreiro | Pabellón: Sport Hall Capkova Asistencia: 100 espectadores Árbitros: Kerem Baki Paulina Karolina Gajdosz Simon Unsworth |  |

| 10 de agosto | Alemania                                                            | 56–67                                | Países Bajos                                                 | Klatovy |  |
| 15:45        | Parciales: 18–17, 6–13, 12–19, 20–18                                | Parciales: 18–17, 6–13, 12–19, 20–18 | Parciales: 18–17, 6–13, 12–19, 20–18                         | |  |
|              | Estadísticas Geiselsöder 14 Geiselsöder 9 Schiffer 4 Geiselsöder 16 | Reporte Pts Reb Asts Val             | Estadísticas 17 Hordijk 13 Droste 4 tres jugadoras 26 Droste | Pabellón: Sport Hall Capkova Asistencia: 200 espectadores Árbitros: Kristaps Konstantinovs Serkan Emlek Stanislav Valeev |  |

#### Semifinales del 9º–12º lugar
| 10 de agosto | República Checa                                                       | 74–55                                 | Suecia                                                                   | Klatovy |  |
| 18:00        | Parciales: 22–11, 15–16, 20–15, 17–13                                 | Parciales: 22–11, 15–16, 20–15, 17–13 | Parciales: 22–11, 15–16, 20–15, 17–13                                    | |  |
|              | Estadísticas Šípová 13 Voráčková, Šípová 7 Brabencova 4 17 Brabencova | Reporte Pts Reb Asts Val              | Estadísticas 11 Hjern, Holmberg 8 Haegerstrand 3 tres jugadoras 13 Hjern | Pabellón: Sport Hall Capkova Asistencia: 450 espectadores Árbitros: Alakbar Hasanov Bert van Slooten Dumitru Stasiev |  |

| 10 de agosto | Lituania                                                                           | 54–67                                | Letonia                                                  | Klatovy |  |
| 20:15        | Parciales: 10–17, 21–16, 17–18, 6–16                                               | Parciales: 10–17, 21–16, 17–18, 6–16 | Parciales: 10–17, 21–16, 17–18, 6–16                     | |  |
|              | Estadísticas Sakevičiūtė 18 Segždaite, Sakevičiūtė 9 Serkevičiūtė 7 Sakevičiūtė 21 | Reporte Pts Reb Asts Val             | Estadísticas 14 Gulbe, Čumika 10 Gulbe 5 Septe 17 Čumika | Pabellón: Sport Hall Capkova Asistencia: 150 espectadores Árbitros: Tom Dehondt Ivana Ivanovic Lizaveta Famina |  |

#### Partido por el 15º lugar
| 11 de agosto | Bielorrusia                                                    | 65–45                                | Alemania                                                  | Klatovy |  |
| 10:45        | Parciales: 16–13, 21–12, 15–9, 13–11                           | Parciales: 16–13, 21–12, 15–9, 13–11 | Parciales: 16–13, 21–12, 15–9, 13–11                      | |  |
|              | Estadísticas Mas'ko 16 Bachkarova 9 Bachkarova 4 Bachkarova 25 | Reporte Pts Reb Asts Val             | Estadísticas 13 Geiselsöder 6 Daub 4 Perner 9 Geiselsöder | Pabellón: Sport Hall Capkova Asistencia: 100 espectadores Árbitros: Bert van Slooten Blazo Begenisic Dumitru Stasiev |  |

#### Partido por el 13º lugar
| 11 de agosto | Portugal                                                   | 56–60                                | Países Bajos                                        | Klatovy                                                                                           |  |
| 15:15        | Parciales: 15–16, 19–16, 8–14, 14–14                       | Parciales: 15–16, 19–16, 8–14, 14–14 | Parciales: 15–16, 19–16, 8–14, 14–14                |                                                                                                   |  |
|              | Estadísticas Serranho 21 Serranho 8 Serranho 3 Serranho 27 | Reporte Pts Reb Asts Val             | Estadísticas 17 Kuijt 15 Schipholt 6 Kuijt 19 Kuijt | Pabellón: Arena ZS Asistencia: 250 espectadores Árbitros: Jasmina Juras Jelena Tomic Gatis Saliņš |  |

#### Partido por el 11º lugar
| 11 de agosto | Suecia                                                     | 54–87                                 | Lituania                                                                               | Klatovy |  |
| 15:15        | Parciales: 15–15, 10–28, 13–20, 16–24                      | Parciales: 15–15, 10–28, 13–20, 16–24 | Parciales: 15–15, 10–28, 13–20, 16–24                                                  | |  |
|              | Estadísticas Visscher 14 Visscher 7 Visscher 4 Visscher 18 | Reporte Pts Reb Asts Val              | Estadísticas 13 Mikelionytė, Serkevičiūtė 8 Mikelionytė 8 Serkevičiūtė 20 Serkevičiūtė | Pabellón: Sport Hall Capkova Asistencia: 200 espectadores Árbitros: Simon Unsworth Paulina Karolina Gajdosz Lizaveta Famina |  |

#### Partido por el 9º lugar
| 11 de agosto | República Checa                                                         | 51–50                              | Letonia                                         | Klatovy                                                                                                  |  |
| 13:00        | Parciales: 21–11, 9–20, 13–12, 8–7                                      | Parciales: 21–11, 9–20, 13–12, 8–7 | Parciales: 21–11, 9–20, 13–12, 8–7              | |  |
|              | Estadísticas Sklenářová 15 Vitulová, Šípová 5 Voráčková 3 Sklenářová 16 | Reporte Pts Reb Asts Val           | Estadísticas 20 Gulbe 14 Gulbe 3 Ozola 23 Gulbe | Pabellón: Arena ZS Asistencia: 500 espectadores Árbitros: Ivana Ivanovic Ciprian Stoica Stanislav Valeev |  |

### Cuadro por el 5º-8º lugar
|  | Semifinales 5º-8º | Semifinales 5º-8º |        |        | Partido 5º lugar | Partido 5º lugar |  |
|  | 10 de agosto      | 10 de agosto      |        |        | 11 de agosto     | 11 de agosto     |  |
|  |                   |                   |        |        |                  |                  |  |
|  |                   |                   |        |        |                  |                  |  |
|  | España            | 80                |        |        |                  |                  |  |
|  | España            | 80                |        |        |                  |                  |  |
|  | Hungría           | 66                |        |        |                  |                  |  |
|  | Hungría           | 66                |        | España | 74               |                  |  |
|  |                   |                   |        | España | 74               |                  |  |
|  |                   |                   | Serbia | 55     |                  |                  |  |
|  | Serbia            | 70                | Serbia | 55     |                  |                  |  |
|  | Serbia            | 70                |        |        |                  |                  |  |
|  | Polonia           | 47                |        |        | Partido 7º lugar | Partido 7º lugar |  |
|  | Polonia           | 47                |        |        | Partido 7º lugar | Partido 7º lugar |  |
|  |                   |                   |        |        |                  |                  |  |
|  |                   |                   |        |        | Hungría          | 50               |  |
|  |                   |                   |        |        | Hungría          | 50               |  |
|  |                   |                   |        |        | Polonia          | 51               |  |
|  |                   |                   |        |        | Polonia          | 51               |  |
|  |                   |                   |        |        |                  |                  |  |

#### Semifinales del 5º–8º lugar
| 10 de agosto | España                                                 | 80–66                                 | Hungría                                           | Klatovy                                                                                                |  |
| 13:00        | Parciales: 26–23, 15–16, 24–12, 15–15                  | Parciales: 26–23, 15–16, 24–12, 15–15 | Parciales: 26–23, 15–16, 24–12, 15–15             | |  |
|              | Estadísticas Prieto 17 Wone 10 Ayuso 12 Ayuso, Wone 20 | Reporte Pts Reb Asts Val              | Estadísticas 22 Pusztai 10 Kovács 4 Dul 16 Radócz | Pabellón: Arena ZS Asistencia: 200 espectadores Árbitros: Tom Dehondt Veronika Vávrová Blazo Begenisic |  |

| 10 de agosto | Serbia                                                         | 70–47                                | Polonia                                               | Klatovy |  |
| 15:15        | Parciales: 17–12, 17–9, 21–10, 15–16                           | Parciales: 17–12, 17–9, 21–10, 15–16 | Parciales: 17–12, 17–9, 21–10, 15–16                  | |  |
|              | Estadísticas Đorđević 18 Janković 9 Dimitrijević 7 Đorđević 20 | Reporte Pts Reb Asts Val             | Estadísticas 8 Wojtala 7 Trzeciak 3 Grabska 9 Grabska | Pabellón: Arena ZS Asistencia: 200 espectadores Árbitros: Alessandro Martolini Christina Manoli Ciprian Stoica |  |

#### Partido por el 7º lugar
| 11 de agosto | Hungría                                                              | 50–51                                 | Polonia                                                      | Klatovy |  |
| 17:30        | Parciales: 12–10, 11–13, 14–17, 13–11                                | Parciales: 12–10, 11–13, 14–17, 13–11 | Parciales: 12–10, 11–13, 14–17, 13–11                        | |  |
|              | Estadísticas Pusztai, Czukor 13 Czukor 10 tres jugadoras 3 Czukor 17 | Reporte Pts Reb Asts Val              | Estadísticas 16 Szydłowska 13 Banaszak 5 Wojtala 26 Banaszak | Pabellón: Sport Hall Capkova Asistencia: 100 espectadores Árbitros: Alessandro Martolini Alakbar Hasanov Blazo Begenisic |  |

#### Partido por el 5º lugar
| 11 de agosto | España                                                   | 74–55                                 | Serbia                                                              | Klatovy |  |
| 13:00        | Parciales: 23–11, 15–11, 16–13, 20–20                    | Parciales: 23–11, 15–11, 16–13, 20–20 | Parciales: 23–11, 15–11, 16–13, 20–20                               | |  |
|              | Estadísticas Pendande 11 Pendande 7 Mbulito 8 Mbulito 22 | Reporte Pts Reb Asts Val              | Estadísticas 15 Tudurić 5 Jelić, Đorđević 9 Dimitrijević 13 Tudurić | Pabellón: Sport Hall Capkova Asistencia: 150 espectadores Árbitros: Serkan Emlek Christina Manoli Tom Dehondt |  |

### Fase final

#### Cuartos de final
| 8 de agosto | Serbia                                                          | 51–64                                | Rusia                                                  | Klatovy                                                                                               |  |
| 13:00       | Parciales: 10–15, 7–15, 17–15, 17–19                            | Parciales: 10–15, 7–15, 17–15, 17–19 | Parciales: 10–15, 7–15, 17–15, 17–19                   | |  |
|             | Estadísticas Đorđević 11 Katanić 7 tres jugadoras 2 Đorđević 14 | Reporte Pts Reb Asts Val             | Estadísticas 15 Zotkina 8 Zotkina 6 Zotkina 25 Zotkina | Pabellón: Arena ZS Asistencia: 100 espectadores Árbitros: Özlem Yalman Péter Praksch Christina Manoli |  |

| 8 de agosto | Bélgica                                             | 72–54                                 | Polonia                                                            | Klatovy |  |
| 15:15       | Parciales: 15–14, 11–12, 26–18, 20–10               | Parciales: 15–14, 11–12, 26–18, 20–10 | Parciales: 15–14, 11–12, 26–18, 20–10                              | |  |
|             | Estadísticas Massey 24 Massey 16 Leblon 8 Massey 31 | Reporte Pts Reb Asts Val              | Estadísticas 16 Grabksa 7 Winkowska 2 Grabska, Banaszak 16 Grabska | Pabellón: Arena ZS Asistencia: 150 espectadores Árbitros: Esperanza Mendoza Veronika Vávrová Simon Unsworth |  |

| 8 de agosto | España                                                           | 62–71                                 | Italia                                               | Klatovy |  |
| 18:00       | Parciales: 23–18, 15–12, 13–24, 11–17                            | Parciales: 23–18, 15–12, 13–24, 11–17 | Parciales: 23–18, 15–12, 13–24, 11–17                | |  |
|             | Estadísticas Mbulito, Carrera 13 Wone 8 Ayuso, Wone 4 Carrera 15 | Reporte Pts Reb Asts Val              | Estadísticas 22 Fassina 8 Verona 6 Verona 20 Fassina | Pabellón: Arena ZS Asistencia: 300 espectadores Árbitros: Kristaps Konstantinovs Jelena Tomic Paulina Karolina Gajdosz |  |

| 8 de agosto | Hungría                                                          | 33–76                               | Francia                                           | Klatovy                                                                                          |  |
| 20:15       | Parciales: 14–28, 4–18, 13–16, 2–14                              | Parciales: 14–28, 4–18, 13–16, 2–14 | Parciales: 14–28, 4–18, 13–16, 2–14               |                                                                                                  |  |
|             | Estadísticas tres jugadoras 6 cuatro jugadoras 3 Jáhni 3 Jáhni 6 | Reporte Pts Reb Asts Val            | Estadísticas 17 Tahane 12 Trasi 4 Pouye 22 Tahane | Pabellón: Arena ZS Asistencia: 200 espectadores Árbitros: Kerem Baki Gatis Saliņš Ivana Ivanovic |  |

#### Semifinales
| 10 de agosto | Rusia                                              | 51–50                               | Bélgica                                                | Klatovy                                                                                            |  |
| 18:00        | Parciales: 17–12, 17–10, 8–16, 9–12                | Parciales: 17–12, 17–10, 8–16, 9–12 | Parciales: 17–12, 17–10, 8–16, 9–12                    | |  |
|              | Estadísticas Zaitceva 12 Ogun 12 Stolyar 4 Ogun 13 | Reporte Pts Reb Asts Val            | Estadísticas 13 Massey 18 Massey 6 Hambursin 29 Massey | Pabellón: Arena ZS Asistencia: 300 espectadores Árbitros: Jasmina Juras Jelena Tomic Péter Praksch |  |

| 10 de agosto | Italia                                              | 56–43                                | Francia                                         | Klatovy                                                                                               |  |
| 20:15        | Parciales: 12–10, 15–12, 10–12, 19–9                | Parciales: 12–10, 15–12, 10–12, 19–9 | Parciales: 12–10, 15–12, 10–12, 19–9            | |  |
|              | Estadísticas Madera 15 Madera 11 Orsili 3 Madera 22 | Reporte Pts Reb Asts Val             | Estadísticas 9 Tahane 9 Manala 3 Pouye 17 Gnago | Pabellón: Arena ZS Asistencia: 700 espectadores Árbitros: Özlem Yalman Esperanza Mendoza Gatis Saliņš |  |

#### Partido por la medalla de bronce
| 11 de agosto | Francia                                                         | 50–34                             | Bélgica                                                    | Klatovy |  |
| 18:00        | Parciales: 15–9, 4–8, 16–7, 15–10                               | Parciales: 15–9, 4–8, 16–7, 15–10 | Parciales: 15–9, 4–8, 16–7, 15–10                          | |  |
|              | Estadísticas Pouye 18 Tahane 14 Tahane, Jakovljevic 3 Tahane 22 | Reporte Pts Reb Asts Val          | Estadísticas 10 Devos 16 Massey 2 Peeters, Devos 13 Massey | Pabellón: Arena ZS Asistencia: 550 espectadores Árbitros: Özlem Yalman Kristaps Konstantinovs Veronika Vávrová |  |

#### Final
| 11 de agosto | Italia                                             | 70–67                                 | Rusia                                                        | Klatovy                                                                                               |  |
| 20:15        | Parciales: 12–12, 22–20, 18–19, 18–16              | Parciales: 12–12, 22–20, 18–19, 18–16 | Parciales: 12–12, 22–20, 18–19, 18–16                        | |  |
|              | Estadísticas Verona 25 Verona 7 Verona 4 Verona 28 | Reporte Pts Reb Asts Val              | Estadísticas 19 Kozhukhar 12 Zaitceva 5 Stolyar 19 Kozhukhar | Pabellón: Arena ZS Asistencia: 1350 espectadores Árbitros: Kerem Baki Esperanza Mendoza Péter Praksch |  |

| Bandera de Italia         |
| Campeón Italia 1er título |

## Medallero
| Rusia | Italia | Francia |
| Kamilla Sudhoff Daria Ignatova Anastasiia Komarova Valentina Kozhukhar Margarita Pleskevich Daria Repnikova Anna Zaitceva Anastasiia Zotkina Vera Kuchina Arseniia Matveeva Vitalina Zvereva Olga Stolyar | Martina Fassina Beatrice del Pero Sara Madera Elisa Pinzan Valeria Trucco Costanza Verona Lucia Decortes Giulia Ianezic Giovanna Smorto Sara Toffolo Alessandra Orsili Anastasia Conte | Daphne Gnago Tima Pouye Emmanuelle Tahane Carla Bremaud Nabala Fofana Coline Franchelin Naomi Mbandu Awa Trasi Camille Droguet Océane Monpierre Hélène Jakovljevic Serena Manala |

## Clasificación final
– Desciende a la División B.
| Pos.              | Equipo          | Pts | G-P | PF  | PC  | Dif. |
| ----------------- | --------------- | --- | --- | --- | --- | ---- |
| Medalla de oro    | Italia          | 12  | 5–2 | 441 | 391 | +50  |
| Medalla de plata  | Rusia           | 13  | 6–1 | 417 | 357 | +60  |
| Medalla de bronce | Francia         | 13  | 6–1 | 437 | 273 | +164 |
| 4º                | Bélgica         | 12  | 5–2 | 414 | 366 | +48  |
| 5º                | España          | 13  | 6–1 | 508 | 382 | +126 |
| 6º                | Serbia          | 11  | 4–3 | 421 | 422 | -1   |
| 7º                | Polonia         | 10  | 3–4 | 353 | 399 | -46  |
| 8º                | Hungría         | 10  | 3–4 | 416 | 421 | -5   |
| 9º                | República Checa | 12  | 5–2 | 450 | 363 | +87  |
| 10º               | Letonia         | 9   | 2–5 | 359 | 381 | -22  |
| 11º               | Lituania        | 10  | 3–4 | 415 | 407 | +8   |
| 12º               | Suecia          | 8   | 1–6 | 330 | 467 | -137 |
| 13º               | Países Bajos    | 11  | 4–3 | 407 | 445 | -38  |
| 14º               | Portugal        | 9   | 2–5 | 387 | 411 | -24  |
| 15º               | Bielorrusia     | 8   | 1–6 | 373 | 507 | -134 |
| 16º               | Alemania        | 7   | 0–7 | 334 | 470 | -136 |

### Premios
| Quinteto ideal                                                            |
| ------------------------------------------------------------------------- |
| Sara Madera Constanza Verona Valentina Kozhukhar Billie Massey Tima Pouye |
| MVP: Sara Madera                                                          |